# El Pla d'Oristà
El Pla d'Oristà és una masia d'Oristà (Lluçanès) inclosa a l'Inventari del Patrimoni Arquitectònic de Catalunya.

## Descripció
Masia de planta rectangular i coberta amb una teulada a doble vessant lateral a la façana principal.
Les parets estan construïdes amb pedres irregulars i morter, ara enguixat per la part exterior.
La casa té dos pisos i golfes.
La porta d'entrada és dovellada i al seu damunt hi ha un balcó amb una llinda conopial de tres peces amb un relleu que representa una cara a la seva part central. Tant l'arc de la llinda com els muntants són escalonats. Està restaurada.